# Elisabeth Branäs
Elisabeth Branäs (ur. 15 czerwca 1930, zm. 19 lutego 2010), szwedzka curlerka, mistrzyni Europy z lat 1976 i 1977.
Zespół z Örebro DCK z Branäs na pozycji skipa wygrywał trzykrotnie mistrzostwa Szwecji w latach 1975-1977. W 1975 zorganizowano pierwsze mistrzostwa Europy, więc ekipa Branäs była reprezentacją w rywalizacji kontynentalnej. Podczas pierwszego występu w Mistrzostwach Europy 1975, Szwedki bez porażki zakwalifikowały się do finału (nie rozegrano wówczas meczu w ostatniej sesji przeciwko Szkotom, ponieważ niezależnie od wyniku spotkania tylko te reprezentacje miały szansę na zakwalifikowanie się do finału). Zespół z Örebro zdobył srebrne medale przegrywając 7:8 przeciwko Szkocji (Betty Law). Rok później w fazie grupowej przegrały tylko jeden mecz przeciwko Francji, w półfinale wysoko zwyciężyły nad Angielkami (Connie Miller) 13:2 i podobnym wynikiem (13:4) zrewanżowały się Francuzkom (Paulette Delachat).
W 1977 nie przegrywając żadnego z 7 spotkań zespół Elisabeth Branäs obronił tytuły mistrzyń Europy.

## Drużyna
|           | Czwarta          | Trzecia            | Druga               | Otwierająca         |
| --------- | ---------------- | ------------------ | ------------------- | ------------------- |
| 1976/1977 | Elisabeth Branäs | Eva Rosenhed       | Britt-Marie Ericson | Anne-Marie Ericsson |
| 1975/1976 | Elisabeth Branäs | Elisabeth Högström | Eva Rosenhed        | Anne-Marie Ericsson |
| 1974/1975 | Elisabeth Branäs | Eva Rosenhed       | Britt-Marie Lundin  | Anne-Marie Ericsson |